# Joan Malatesta de Ciola
Joan Malatesta de Ciola fou fill de Rambert Malatesta de Ciola. Fou senyor de senyor de Ciola dei Malatesti, Castiglione i Roncofreddo i fou armat cavaller per Pandolf I Malatesta el 1324. Va morir a l'exili a Ragusa el juny del 1374.